# Gerania boscii
Gerania
Genre
Espèce
Gerania boscii, unique représentant du genre Gerania, est une espèce asiatique de capricornes de la sous-famille des Lamiinae (famille des Cerambycidae.

## Description
Gerania boscii peut atteindre une longueur d'environ 70 à 80 mm et une largeur (antennes comprises) d'environ 60 mm. La coloration du corps est très variable. Le fond varie généralement du jaune vif au presque blanc, avec de grandes taches et marques brunes ou noires et des pattes noir bleuté. Cette espèce possède des pattes inhabituellement longues, presque arachnéennes, ce qui la rend distinctive et appréciée des collectionneurs. Les mâles sont plus grands que les femelles et possèdent des appendices allongés.

## Répartition et habitat
Cette espèce se rencontre dans les forêts mixtes de Birmanie, du Cambodge, d'Inde, d'Indonésie (Sumatra, Java, Bali, Lombok, Timor), du Laos, de Malaisie, de Thaïlande et du Viêt Nam.